# Saint-Blaise-sur-Richelieu
Saint-Blaise-sur-Richelieu è un comune del Canada, situato nella provincia del Québec, nella regione di Montérégie.